# Le Jupon rouge
Pour plus de détails, voir Fiche technique et Distribution.
Le Jupon rouge est un film français réalisé par Geneviève Lefebvre et sorti en 1987.

## Synopsis
À Paris, Bacha, Manuela et Claude, trois femmes d'âge et d'univers sociaux très différents, sont entraînées dans une histoire d'amour d'un grand romantisme où plane le souvenir maléfique des camps nazis dont Bacha porte encore les séquelles. À travers cette aventure placée sous le signe de la fulgurance et de la réserve, elles comprendront que nul n'échappe à sa propre violence et à sa propre destinée.

## Fiche technique
- Titre : Le Jupon rouge
- Réalisation : Geneviève Lefebvre, assistée de Pascal Laëthier et Serge Dupuy-Malbray
- Scénario : Geneviève Lefebvre
- Musique : Joanna Bruzdowicz
- Photographie : Ramon Suarez
- Montage : Marie-Blanche Colonna
- Décors : Danka Semenonovicz
- Son : Pierre Lorrain
- Production : Geneviève Lefebvre
- Pays d'origine :  France
- Durée : 90 minutes
- Date de sortie :
  - France : 17 juin 1987

## Distribution
- Marie-Christine Barrault : Manuela
- Alida Valli : Bacha
- Guillemette Grobon : Claude
- Michel Favory : Jean-Pierre
- Julian Negulesco : David
- Gilles Segal : Dr. Glazman

## Sélection
- Festival de Cannes 1987 (section Perspectives du cinéma français)
- Festival Film Romantique Cabourg 1987